# Jeckyll & Hyde (hudebníci)
Jeckyll & Hyde je umělecké jméno nizozemského producentského a jumpstylového hudebního duetu složeného z hudebníků Maarten Vorwerk a Ruud van IJperen (DJ Ruthless). Jejich první komerčně úspěšný hit „Frozen Flame“ dosáhl na jedenáctou příčku v nizozemské hitparádě Top 40. Jejich druhý singl „Freefall“ z alba The Album dobyl první příčku v nizozemské hitparádě Top 40 a stal se prvním instrumentálním songem, který vyhrál Top 40 od roku 1989. Jejich třetí hit „Time Flies“ je v současnosti nejhranějším songem v holandské televizi a na rádiových stanicích.
Jeckyll & Hyde byli v roce 2007 nominováni na dvě ceny TMF Award - TMF Party Award a TMF Radio Hit Award, z nichž vyhráli TMF Party Award.